# Pernant
Pernant ist eine französische Gemeinde mit 683 Einwohnern (Stand: 1. Januar 2022) im Département Aisne in der Region Hauts-de-France. Sie gehört zum Arrondissement Soissons, zum Kanton Vic-sur-Aisne und zum Gemeindeverband Retz en Valois.

## Geographie
Die Gemeinde Pernant liegt an der Aisne, sechs Kilometer westlich von Soissons und 32 Kilometer östlich von Compiègne. Nachbargemeinden von Pernant sind Osly-Courtil im Norden, Pommiers im Nordosten, Mercin-et-Vaux im Osten und Südosten, Saconin-et-Breuil im Südosten und Süden, Ambleny im Südwesten und Westen sowie Fontenoy im Nordwesten.

## Bevölkerungsentwicklung
| Jahr                       | 1962 | 1968 | 1975 | 1982 | 1990 | 1999 | 2006 | 2015 | 2022 |
| Einwohner                  | 398  | 345  | 446  | 529  | 621  | 646  | 691  | 666  | 683  |
| Quellen: Cassini und INSEE |      |      |      |      |      |      |      |      |      |

## Sehenswürdigkeiten
- Die romanische Dorfkirche St. Leodegar (Saint-Léger) ist seit 1920 als Baudenkmal (Monument historique) anerkannt. Sie gehört zur Pfarrei Saint-Paul en Soissonnais im Bistum Soissons.
- Burg
- ehemaliges öffentliches Waschhaus (Lavoir)

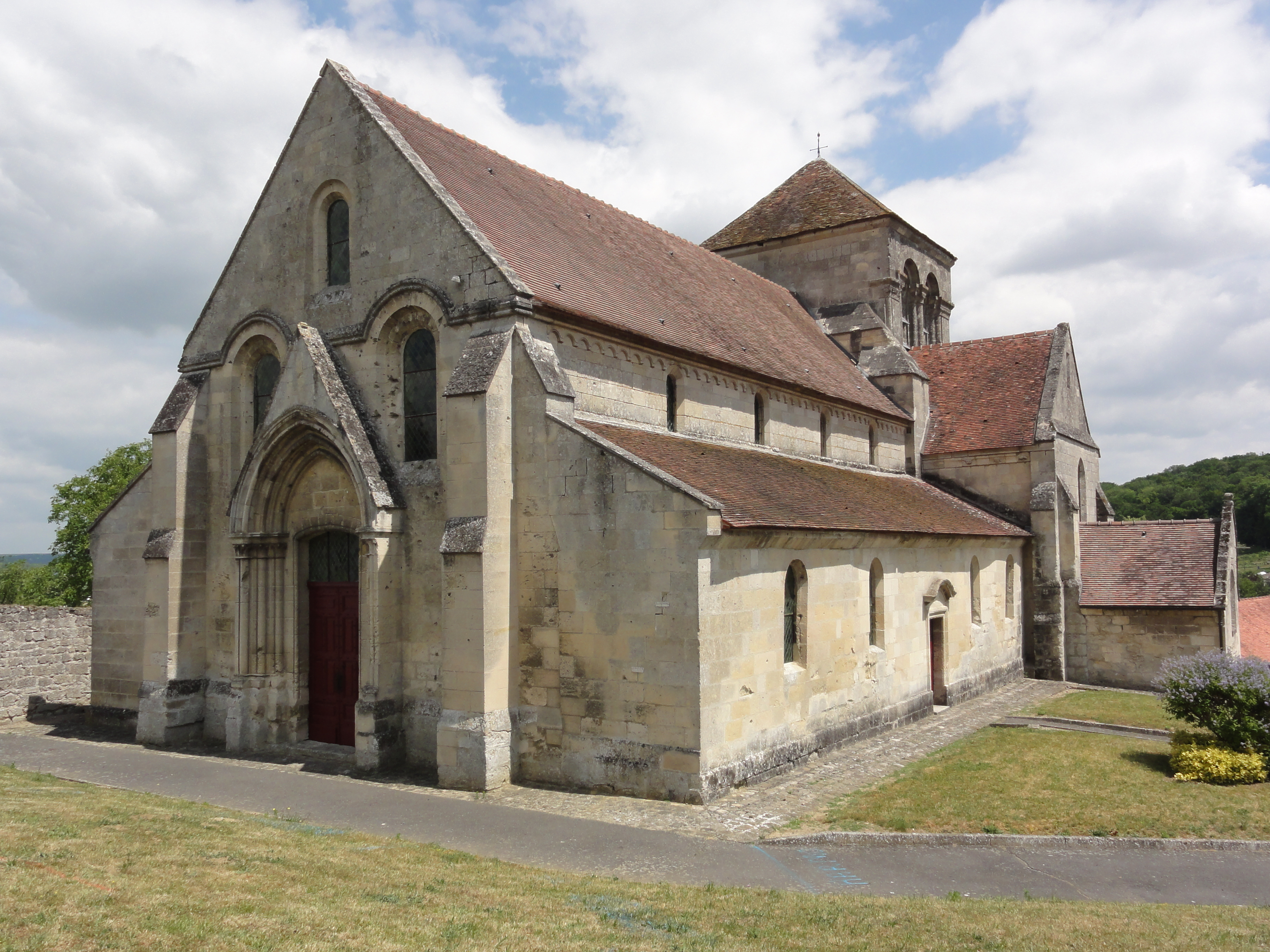
Kirche Saint-Léger
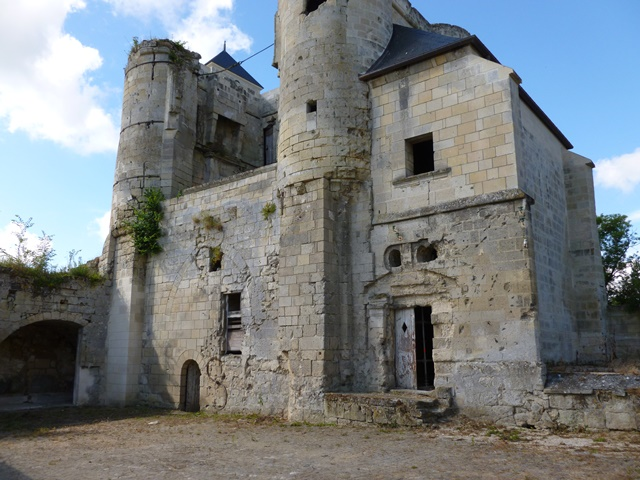
Burg Pernant
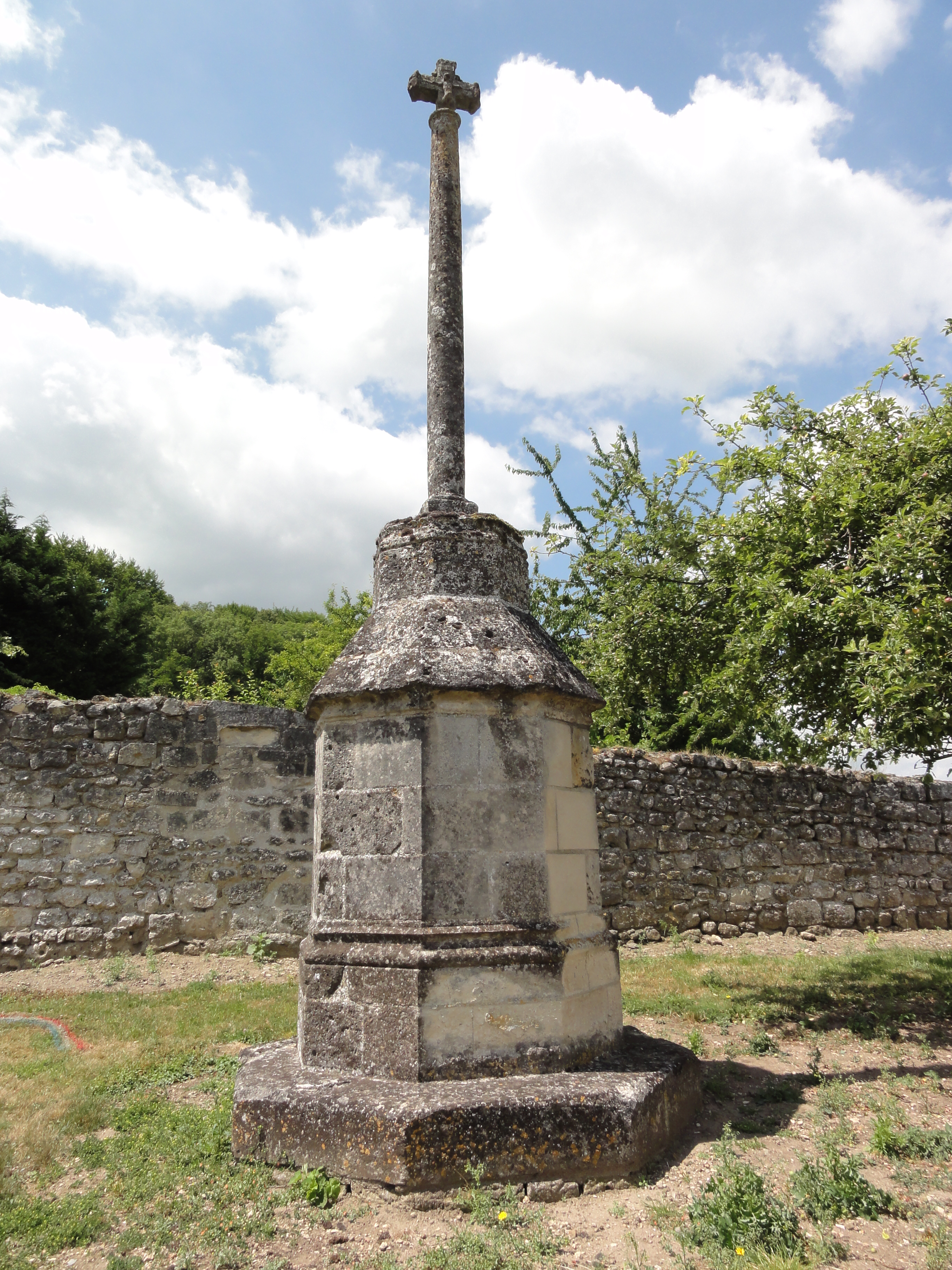
Monumentales Kreuz am Friedhof
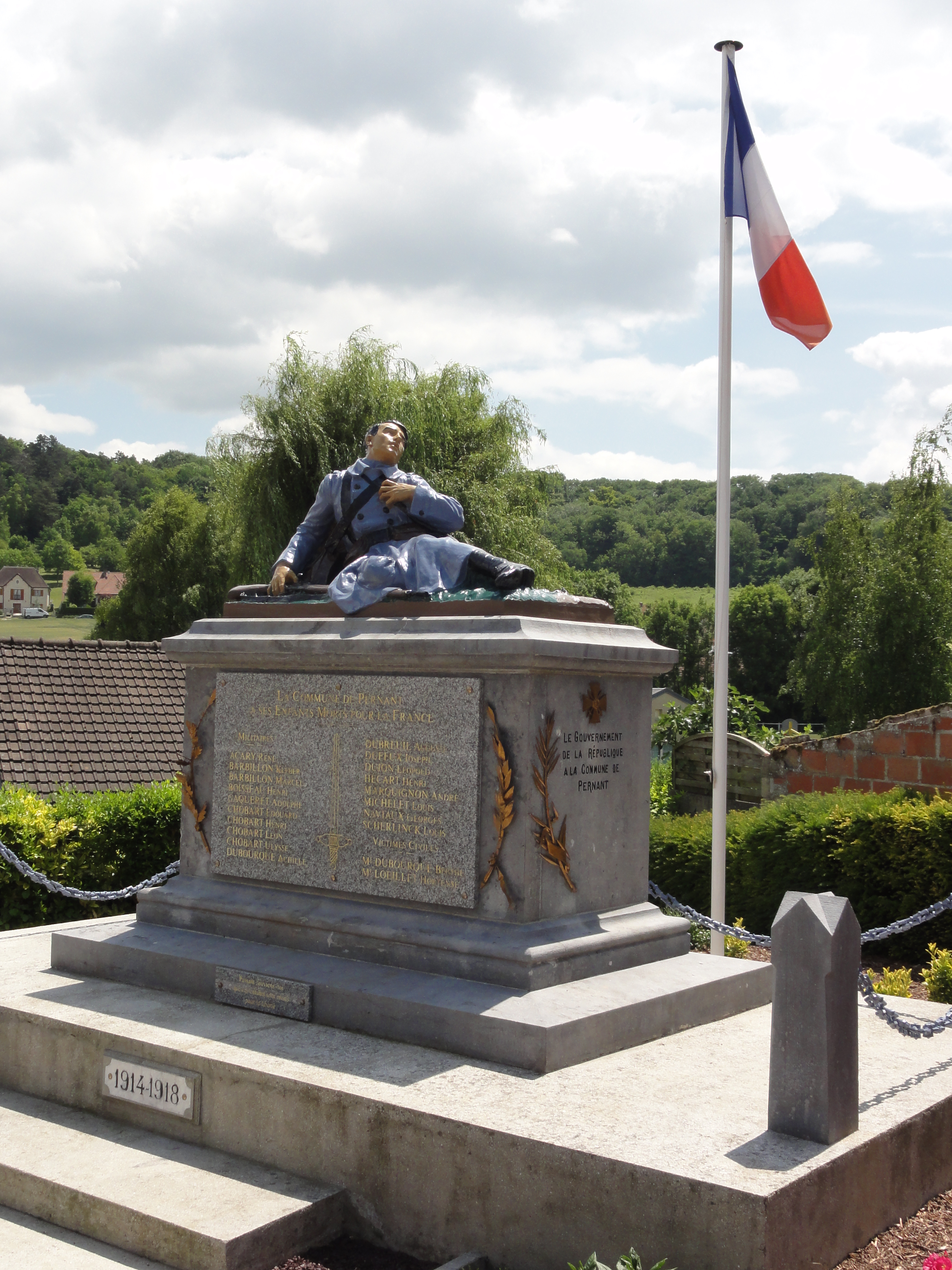
Gefallenendenkmal